# Campylobacter concisus
Campylobacter concisus is een Gram-negatieve, zeer snelle, mesofiele bacterie die zowel onder anaërobe als microaërobe omstandigheden groeit, waarbij de aanwezigheid van waterstof de groei aanzienlijk bevordert. De organismen zijn beweeglijk, hebben unipolaire of bipolaire flagella, zien er spiraalvormig of kurkentrekkerig uit en zijn oxidase-positief. Hoewel de mondholte de natuurlijke kolonisatieplaats van de bacterie is, kan Campylobacter concisus ook het darmkanaal van sommige personen koloniseren. In het bijzonder hebben verschillende studies een hogere intestinale prevalentie van Campylobacter concisus gerapporteerd bij patiënten met IBD in vergelijking met gezonde controles, wat heeft geleid tot speculaties over de betrokkenheid van de bacterie bij de inductie van de ziekte van Crohn.
Een aantal studies heeft vastgesteld dat Campylobacter concisus bestaat uit twee fenotypisch identieke, maar genomisch verschillende genomospecies door analyse van geamplificeerde fragmentlengtepolymorfismen (AFLP), huishoudgenen en een PCR-methode gericht op de polymorfismen van Campylobacter concisus 23S rRNA-gen. De twee genomospecies blijken verschillende niveaus van enterisch pathogeen potentieel te herbergen, waarbij orale Campylobacter concisus-stammen die invasief waren voor de menselijke epitheliale cellijn (Caco2) alleen werden aangetroffen in Genomospecies-2 (GS2).
Onlangs werd een Campylobacter concisus moleculaire marker csep1, met name het csep1 gen met een zes-nucleotide insertie (csep1-6bpi) geassocieerd gevonden met actieve ziekte van Crohn, en pSma1 plasmide werd geassocieerd gevonden met ernstige colitis ulcerosa. Het csep1 gen kan zowel in het pICON plasmide als in het chromosoom gelokaliseerd zijn.
Dit artikel of een eerdere versie ervan is een (gedeeltelijke) vertaling van het artikel Campylobacter concisus op de Engelstalige Wikipedia, dat onder de licentie Creative Commons Naamsvermelding/Gelijk delen valt. Zie de bewerkingsgeschiedenis aldaar.